# Clara Bimbocci
Clara Bimbocci (Lucca, 16 aprile 1919 – Como, 28 aprile 2006) è stata una ginnasta italiana.

## Biografia
Nata nel 1919 a Lucca, a 17 anni partecipò ai Giochi olimpici di Berlino 1936, nel concorso a squadre, chiuso al settimo posto con 442.05 punti totali (19.35 alle parallele, 21.10 alla trave e 19.30 al volteggio i suoi punteggi).
Nel 1939 fu campionessa italiana nel concorso generale individuale agli assoluti italiani di ginnastica artistica.
Morì nel 2006, a 87 anni.